# Iwkowa (plaats)
Iwkowa is een dorp in het Poolse woiwodschap Klein-Polen, in het district Brzeski (Klein-Polen). De plaats maakt deel uit van de gemeente Iwkowa en telt 2 699 inwoners.